# Masenate Mohato Seeiso
'Masenate Mohato Seeiso (Mapoteng, Berea, Lesoto em 02 de junho de 1976) é a rainha consorte do Lesoto como esposa do rei Letsie III do Lesoto. Ela foi a primeira pessoa comum na história moderna a se casar com um membro da família real do Lesoto. Desde que se tornou rainha, é patrona de várias instituições de caridade e trabalhou para promover o trabalho de projetos relacionados ao HIV/AIDS.

## Início da vida e educação
Anna Karabo Motšoeneng (Nome de batismo) nasceu na cidade de Mapoteng, no distrito de Berea no Lesoto. É a filha mais velha de cinco filhos de Thekiso Motsoeneng e Makarabo. Ela teve um início de vida muito ligado a religião católica, a religião oficial do Lesoto. Ela estudou no Colégio Internacional de Machabeng em Maseru em 1990. Ela começou a estudar na Universidade Nacional do Lesoto em 1997, obtendo bacharelado em ciências. Ela prestou serviços comunitários para o Centro de deficientes físicos e visuais. Em 1996 ela conheceu o rei Letsie III que havia acabado de assumir o trono oficialmente. Em 1999 aceitou o pedido de casamento do mesmo, mas teve de abandonar os estudos.

## Coroação e Vida Pública

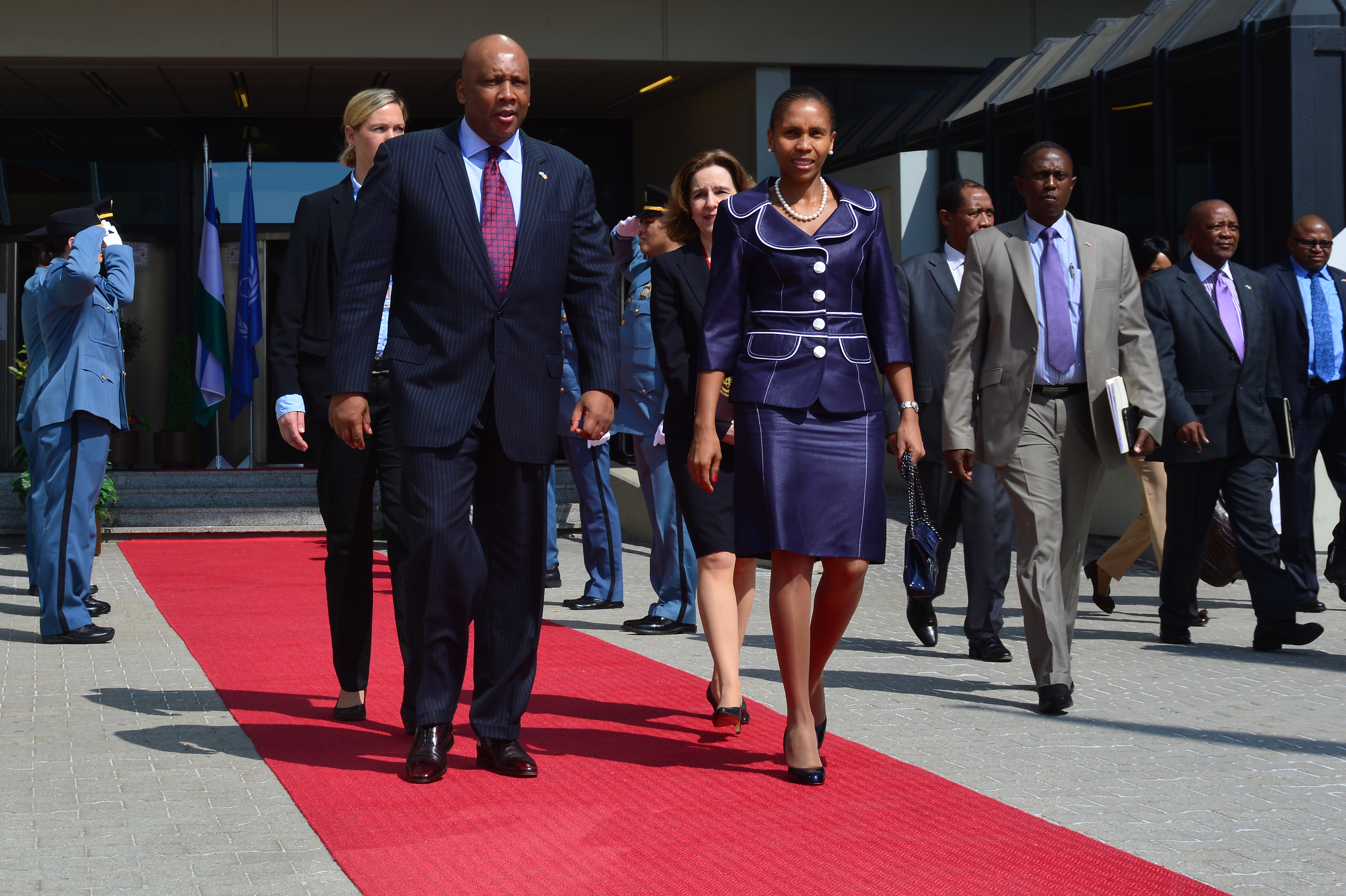
Fotografia de Rei Letsie III e Rainha Masenate Mohato Seeiso

Em Outubro de 1999 a rainha foi pedida em casamento pelo rei Letsie III, pedido este que aceitou. Ele então se tornou princesa real de Lesoto. Os dois se casaram em 18 de fevereiro de 2000, no Estádio de Setsoto, mesmo aonde o rei havia sido coroado. A Cerimônia teve como convidados também Nelson Mandela e o príncipe Charles, assim como na coroação do rei. Pela primeira vez também um rei do Lesoto se casava com uma plebeia.
Ela teve três filhos com o rei; a princesa Senate, nascida em 2001. a princesa Masseiso nascida em 2004 e o príncipe herdeiro Lerotholi. Após o nascimento desde ultimo, ela declarou "Talvez eu devesse ter tido um logo depois do Príncipe Lerotholi, mas agora meu relógio biológico está me dizendo que o tempo acabou. Eu li muito sobre riscos relacionados à saúde reprodutiva. e alguns pesquisadores médicos, em seus estudos, não recomendam que as mulheres pensem em ficar grávidas na minha idade. Quando seus óvulos não são mais tão frescos para fazer um bebê saudável, então é melhor estar no lado seguro. "
Ela é uma pessoa muito amada pelo povo de seu país, principalmente por sempre ajudar centros de ajudas para deficientes fisicos, mentais, visuais e ajudando a cruz vermelha de Lesoto. Ela também e muito conhecida por investir dinheiro em estudos de prevenção e combate a AIDS, que muitas pessoas tem no país. Ela também já ajudou milhares de orfanatos não apenas em Lesoto, mas também em outros países da África.  
Em 2003 ela lamentou muito a morte da rainha mãe Mamohato com quem tinha uma boa relação e a mesma serviu como tutora e figura materna.